# Nezavissimaïa Gazeta
La Nezavissimaïa Gazeta (en russe : Независимая газета) est un journal quotidien de gauche russe, en langue russe, publié par Izvestia (en russe : Известия Советов народных депутатов СССР, Izvestia Sovetov Narodnykh Depoutatov SSSR, « Nouvelles des députés Soviets du peuple d'URSS »). La Nezavissimaïa est publiée dans tout le pays depuis 1990. Le titre du journal écrit en lettres cyrilliques majuscules, souligné d'un trait rouge, lui sert de logotype.

## Historique
La Nezavissimaïa Gazeta est créée par le conseil municipal de Moscou en août 1990 et enregistrée auprès de l'agence fédérale de la presse de l'URSS. Le premier numéro parait le 21 décembre 1990. Son rédacteur en chef est un ancien chroniqueur politique de Moscow News, Vitali Tretiakov. À cette époque, à l'apogée de la popularité de Nezavissimaïa Gazeta, son tirage atteint les 240 000 exemplaires. Le comité de rédaction se met un point d'honneur de se passer de l'aide financière de l’État, pour préserver son indépendance.
Après la dislocation de l'URSS le quotidien rencontre les difficultés financières et son tirage tombe à 56 000 exemplaires. En 1995, Vitali Tretiakov lance un appel aux lecteurs pour le sauver, leur demandant de devenir actionnaires.
En 1995-2005, le quotidien est contrôlé par l'homme d'affaires Boris Berezovsky,. Sous Berezovsky, le rédacteur en chef Vitali Tretiakov est démis de ses fonctions. En août 2005, la Nezavissimaïa Gazeta est vendue à Konstantin Remtchoukov, adjoint du ministre du développement économique German Gref. Berezovsky explique cette vente par son souhait de se concentrer sur le développement de la maison d'édition Kommersant. À partir de février 2007, Remtchukov conjugue les postes de rédacteur en chef et de directeur général de la publication.